# Hipath Feature Access
Zkrácený název VoIP protokolu, pocházející z anglických slov Hipath Feature Access.
HFA je vlastním (proprietárním) protokolem firmy Siemens. Jeho podstatou je tunelování pokročilých služeb telefonních systémů řady HiPath do protokolu IP a jejich přenos datovou sítí.
K hlavním důvodům vzniku tohoto protokolu patří
- jen velmi omezená množina telefonních služeb, poskytovaných prvními verzemi mezinárodně standardizovaných VoIP protokolů (např. H.323),
- nutnost zajištění hladké návaznosti klasických a VoIP částí systémů HiPath.

V době vzniku HFA každý z dosavadních VoIP protokolů poskytoval jen zlomek ze stovek možných služeb, které byly běžné v systémech Hicom a HiPath. Zavedení HFA se stalo diskutovaným kompromisem, který za cenu vzdálení se mezinárodním standardům okamžitě nabídl na IP telefonech tentýž komfort, na který byli zvyklí uživatelé klasických ústředen a systémů.
Zavedení proprietárního protokolu je známo i od dalších výrobců VoIP systémů, jako je např. Cisco.